# National Democratic Alliance
National Democratic Alliance (NDA, hindi: Rāṣṭrīya Loktāntrik Gaṭhabandhan) är en indisk valallians under ledning av partiet Bharatiya Janata Party (BJP) bildad 1998.
I sitt valmanifest inför valen 1999 utfäste alliansen en "agenda för ett stolt, välmående Indien", med fokus på ekonomisk utveckling.
De partier som från början ingick i alliansen är Bharatiya Janata Party (BJP), Samata Party, Shiv Sena, Biju Janata Dal (BJD), DMK (har hoppat av), Telagu Desam Party (TDP), Indian National Lok Dal (INLD, hoppat av), Lok Shakti, Marumalarchi Dravida Munnetra Kazhagam (MDMK, hoppat av), Akali Dal, Arunanchal Congress (AC), Pattali Makkal Katchi (PMK, hoppat av), Jantrantrik Bahujan Samaj Party och Loktrantik Congress.

## Källförteckning
1. ↑  ”National Democratic Alliance (NDA) | India, History, & Facts | Britannica” (på engelska). www.britannica.com. 1 juni 2024. https://www.britannica.com/topic/National-Democratic-Alliance-political-organization-India. Läst 1 juni 2024.
2. ↑  ”NDA AGENDA FOR A PROUD, PROSPEROUS INDIA: LOK SABHA 1999”. bjp.org. https://www.bjp.org/nda-agenda-proud-prosperous-india-lok-sabha-1999. Läst 1 juni 2024.